# Домиции

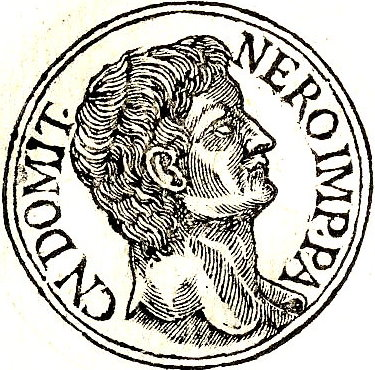
Гней Домиций Агенобарб (консул 32 года)

Доми́ции (лат. Domitii) — старинный знатный плебейский род в древнем Риме, делившийся на две главные ветви: Агенобарбов (Ahaenobarbi) и Кальвинов (Calvini).
Из фамилии Агенобарбов известны среди прочих консул Луций Домиций Агенобарб в 16 году до н. э. совершил успешный поход в Германию, его сын Гней Домиций Агенобарб — муж Агриппины, дочери Германика, отец Нерона.
Из фамилии Кальвинов происходят Гней Домиций Кальвин Максим, консул в 283 году до н. э. и диктатор в 280 году до н. э., народный трибун 59 до н. э., и другие.
Известны также Домиции, относившиеся к другим ветвям: Гней Домиций Афр, претор, обвинитель Агриппины; Домиций Марс, римский поэт, и другие.